# New Hartford (village, New York)
Pour les articles homonymes, voir New Hartford.
Ne doit pas être confondu avec New Hartford (New York).
New Hartford est un village du comté d'Oneida, dans l'État de New York, aux États-Unis,. En 2010, il comptait une population de 1 847 habitants.

## Démographie
Lors du recensement de 2010, le village comptait une population de 1 847 habitants. Elle est estimée, en 2016, à 1 830 habitants.